# Бурдуково (Большесельский район)
Бурдуково — деревня в Вареговском сельском поселении Большесельского района Ярославской области.

## Население
По данным статистического сборника «Сельские населенные пункты Ярославской области на 1 января 2007 года», в деревне Бурдуково не числится постоянных жителей.

## География
Деревня находится на восток от районного центра Большое Село, к югу от Варегова болота, вблизи границы Большесельского района с Тутаевским (к востоку) и Ярославским (к югу)районами. Она стоит примерно на удалении 1 км к югу от автомобильной дороги из Ярославля на Большое Село. На расстоянии около 2 км к северо-западу от Бурдукова на указанной дороге стоит деревня Глебово. Бурдуково стоит на окружённом лесами поле, на котором расположены ещё три деревни к северо-востоку Рублево, к северо-западу Зманово и к юго-западу Ваньково.

## История
Деревня указана на плане Генерального межевания Борисоглебского уезда 1792 года. В 1825 году Борисоглебский уезд был объединён с Романовским уездом. По сведениям 1859 года деревня относилась к Романово-Борисоглебскому уезду.